# إيونكا
إيونكا كان أميرًا مصريًا يحمل لقب "ابن الملك". يُعرف أيضًا بأسماء يوينكاو إيون-كا وإوينكا. عاش في الأسرة المصرية الرابعة.

## العائلة
إيونكا كان ابن الأمير خوفوخعف الأول والأميرة القرينة نفرتكاو الثانية. لذلك كان حفيد الملك خوفو والملكة حنوت سن. وكان لإيونكا أخ يُدعى وتكا وأخت واحدة.
ظهر الأمير إيونكا في المصطبة المزدوجة لوالديه في هضبة الجيزة، حيث يصوره منظر وهو يقدم ورق البردي لوالده. كما يظهر جاثيًا. كما تم تمثيل شقيقه وتكا هناك.